# Stefan Karadzjovo
Stefan Karadzjovo (bulgariska: Стефан Караджово) är ett distrikt i Bulgarien.   Det ligger i kommunen Obsjtina Boljarovo och regionen Jambol, i den östra delen av landet, 290 km öster om huvudstaden Sofia.
Trakten runt Stefan Karadzjovo består till största delen av jordbruksmark. Runt Stefan Karadzjovo är det mycket glesbefolkat, med 7 invånare per kvadratkilometer.